# Black River-Matheson
Black River-Matheson es un municipio canadiense situado en la provincia de Ontario.

## Superficie
Black River-Matheson tiene una superficie de 1161,89 km².

## Demografía
En 2021, tenía 2572 habitantes, una densidad poblacional de 2,2 hab./km², y 1403 viviendas.